# Lennart Olson
Lennart Olson, nato Gustaf Lennart Eugen Olson (Göteborg, 21 dicembre 1925 – Steninge, 14 maggio 2010) è stato un fotografo e regista svedese, noto come il fotografo dei ponti per le sue immagini dei ponti svedesi realizzate in un bianconero ad alto contrasto.

## Biografia
Figlio di un fotografo professionista a Fritsla, si avvicinò alla fotografia fin dall'età di sei anni. Frequentò la Royal Swedish Academy of Fine Arts, studiando incisione, al termine del quale, lavorò in vari studi fotografici fin quando non fu richiamato nell'aeronautica militare nel 1945. Successivamente, come freelance, ebbe vari incarichi viaggiando in Europa ed Asia, ma fu a Parigi, quando incontrò l'artista Olle Bærtling e le nuove istanze artistiche del dopoguerara concentrate nella capitale francese, che intuì verso quale tendenza indirizzare la sua fotografia.
Olson fotografò il suo primo ponte, lo Skanstullsbron, un ponte ad arco in cemento armato situato a Stoccolma nel 1952. Da quel momento concepì come quelle linee e quelle forme, fossero in relazione al paesaggio circostante, ma al tempo stesso ogni ponte avesse un suo aspetto particolare e ne costituisse una carettistica in qualche misura peculiare ed unica. Olson ne fece poesia visiva, riducendone i dettagli dell'immagine, aumentano i contrasti fino a raggiungere l'astrazione geometrica, nel quale la camera oscura divenne un elemento fondamentale del suo linguaggio espressivo. A proposito della serie di foto del Ponte di Øresund, pubblicate nel 2000 sulla rivista "Sydsvenskan", la giornalista Christina Kallum scrisse: "[Olson] cerca di trovare un tono, purificarlo ed eliminare ciò che stona con la composizione".  Il suo linguaggio visivo architettonico e il modello lineare e astratto hanno reso Olson il fotografo preferito dei costruttivisti svedesi.

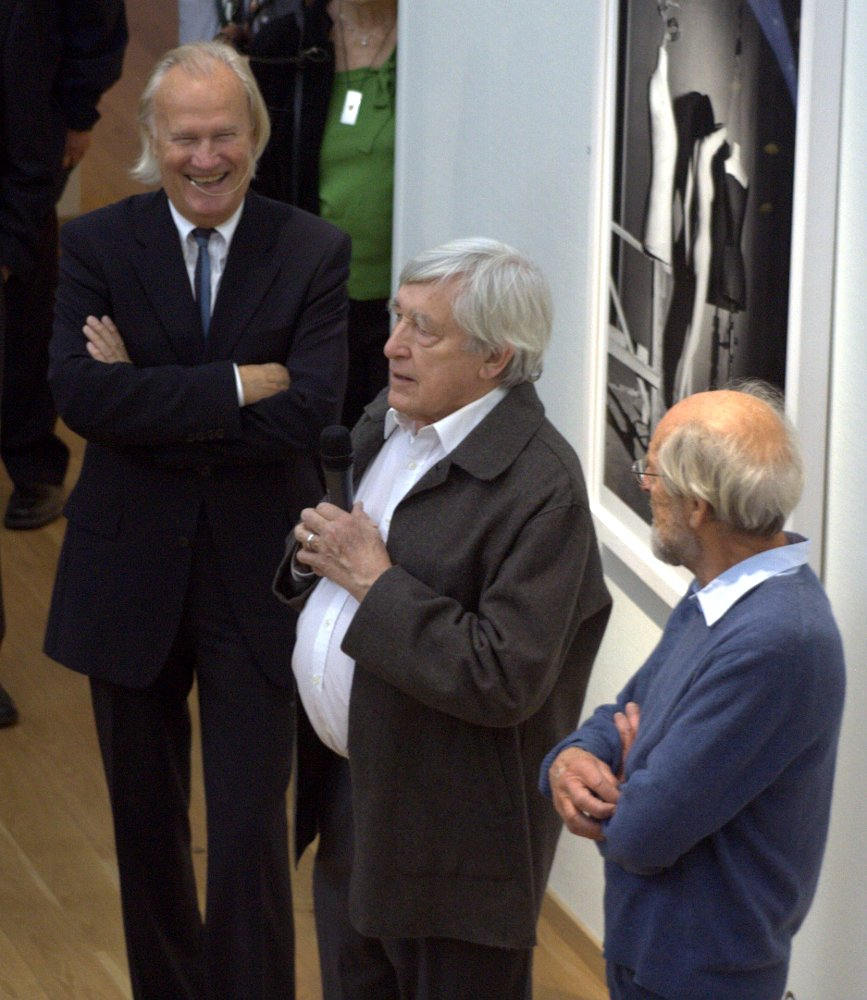
Hasse Persson, Hans Hammarskiöld e Lennart Olson al Borås Art Museum, 2009

Nel 1958 fondò, assieme ad altri nove fotografi svedesi, tra i quali Hans Hammarskiöld (1925-2012), Hans Malmberg (1927-1977), Georg Oddner (1923-2007), alcuni dei quali furono anche registi di documentari, il collettivo Tio Fotografer (Dieci Fotografi) cui seguì dieci anni dopo la nascita dell'agenzia fotografica "TioFoto". Il lavoro fotografico del gruppo che si espresse in forme, paesi e discipline assai diverse tra di loro, fu però assai importante tanto da essere oggetto di numerose pubblicazioni e di mostre dagli Stati Uniti presso il Museum of Modern Art alla Russia, passando per Parigi ed Arles, una selezione delle quali fu raccolto nella mostra presso la sede della Hasselblad nel 1998.
Negli anni Settanta, Olson si interessò alla  fotolitografia, ossia alla stampa su superfici come il metallo, tramite procedimenti che potevano essere positivi o negativi. Nel decennio successivo, sembrò tornare a tecniche antiche come la gomma bicromata, peraltro antitetiche con le sue immagini dei ponti, poiché questa metodologia produce fotografie morbide, affini, semmai, al pittorialismo.
Negli anni Sessanta divenne anche regista televisivo girando numerosi documentari per la tv svedese.

## Pubblicazioni
- Fotografier, 1989 - ISBN 978-9179707576
- From One Side to the Other, Byggforlaget, 2000 - ISBN 978-9179881696
- Looking Back, Byggforlaget, 2001 - ISBN 978-9179882266